# 2017. évi téli universiade
A 2017. évi téli universiade, hivatalos nevén a XXVIII. téli universiade egy több sportot magába foglaló nemzetközi sportesemény volt, melyet 2017. január 29. és február 8. között rendeztek a kazahsztáni Almatiban.
Az universiadén 56 országból összesen 1604 egyetemista hallgató vett részt. A soksportos eseményen 545 egyetem, illetve főiskola hallgatói (977 férfi és 627 női atléta) mérték össze tudásukat a 255 éremért. Az éremtáblázatban Oroszország nyert (29 arany-, 27 ezüst- és 15 bronzéremmel), őt követte Kazahsztán és a dobogó képzeletbeli harmadik fokára pedig Dél-Korea állhatott fel.

## Sportágak
A versenyzők az alábbi sportágakban mérték össze erejüket:
- Alpesisí
- Biatlon
- Curling
- Északi összetett
- Gyorskorcsolya
- Hódeszka
- Jégkorong
- Műkorcsolya
- Rövidpályás gyorskorcsolya
- Síakrobatika
- Sífutás
- Síugrás

## A versenyen részt vevő nemzetek
Az universiadén 56 nemzet 1604 sportolója – 977 férfi és 627 nő – vett részt, az alábbi megbontásban:
| Részt vevő nemzetek férfi / nő megbontásban | Részt vevő nemzetek férfi / nő megbontásban | Részt vevő nemzetek férfi / nő megbontásban | Részt vevő nemzetek férfi / nő megbontásban | Részt vevő nemzetek férfi / nő megbontásban | Részt vevő nemzetek férfi / nő megbontásban | Részt vevő nemzetek férfi / nő megbontásban | Részt vevő nemzetek férfi / nő megbontásban | Részt vevő nemzetek férfi / nő megbontásban | Részt vevő nemzetek férfi / nő megbontásban | Részt vevő nemzetek férfi / nő megbontásban | Részt vevő nemzetek férfi / nő megbontásban |
| ------------------------------------------- | ------------------------------------------- | ------------------------------------------- | ------------------------------------------- | ------------------------------------------- | ------------------------------------------- | ------------------------------------------- | ------------------------------------------- | ------------------------------------------- | ------------------------------------------- | ------------------------------------------- | ------------------------------------------- |
| nemzet                                      | F                                           | N                                           | nemzet                                      | F                                           | N                                           | nemzet                                      | F                                           | N                                           | nemzet                                      | F                                           | N                                           |
| Afganisztán                                 | 1                                           | 0                                           | Fehéroroszország                            | 14                                          | 9                                           | Lettország                                  | 25                                          | 1                                           | Románia                                     | 0                                           | 3                                           |
| Amerikai Egyesült Államok                   | 42                                          | 31                                          | Finnország                                  | 9                                           | 8                                           | Libanon                                     | 3                                           | 3                                           | Svájc                                       | 22                                          | 13                                          |
| Andorra                                     | 0                                           | 1                                           | Franciaország                               | 32                                          | 6                                           | Litvánia                                    | 4                                           | 2                                           | Svédország                                  | 35                                          | 15                                          |
| Argentína                                   | 2                                           | 0                                           | Görögország                                 | 0                                           | 1                                           | Magyarország                                | 2                                           | 0                                           | Szerbia                                     | 4                                           | 2                                           |
| Ausztrália                                  | 4                                           | 3                                           | Grúzia                                      | 7                                           | 1                                           | Malajzia                                    | 1                                           | 0                                           | Szlovákia                                   | 34                                          | 8                                           |
| Ausztria                                    | 12                                          | 8                                           | Hollandia                                   | 12                                          | 8                                           | Marokkó                                     | 2                                           | 0                                           | Szlovénia                                   | 10                                          | 3                                           |
| Belgium                                     | 3                                           | 1                                           | Hongkong                                    | 1                                           | 0                                           | Mexikó                                      | 0                                           | 2                                           | Tádzsikisztán                               | 3                                           | 0                                           |
| Brazília                                    | 0                                           | 1                                           | Irán                                        | 0                                           | 3                                           | Mongólia                                    | 6                                           | 4                                           | Tajvan                                      | 3                                           | 0                                           |
| Bulgária                                    | 3                                           | 0                                           | Japán                                       | 62                                          | 48                                          | Németország                                 | 16                                          | 15                                          | Thaiföld                                    | 0                                           | 1                                           |
| Chile                                       | 3                                           | 0                                           | Kanada                                      | 46                                          | 42                                          | Norvégia                                    | 12                                          | 7                                           | Törökország                                 | 14                                          | 6                                           |
| Csehország                                  | 56                                          | 15                                          | Kazahsztán                                  | 94                                          | 68                                          | Olaszország                                 | 18                                          | 17                                          | Uganda                                      | 1                                           | 0                                           |
| Dél-Korea                                   | 68                                          | 30                                          | Kína                                        | 51                                          | 63                                          | Oroszország                                 | 114                                         | 96                                          | Új-Zéland                                   | 0                                           | 1                                           |
| Egyesült Királyság                          | 35                                          | 28                                          | Kirgizisztán                                | 7                                           | 2                                           | Örményország                                | 1                                           | 0                                           | Ukrajna                                     | 37                                          | 22                                          |
| Észtország                                  | 7                                           | 2                                           | Lengyelország                               | 36                                          | 26                                          | Paraguay                                    | 0                                           | 1                                           | Üzbegisztán                                 | 3                                           | 0                                           |

F = férfi, N = nő

## Versenynaptár
| ● | Nyitóünnepség | 1 | Döntők | ● | Versenynap | G | Gálaelőadás | ● | Záróünnepség |

| Január/Február             | 28 SZO | 29 V | 30 H | 31 K | 1 SZE | 2 CS | 3 P | 4 SZO | 5 V | 6 H | 7 K | 8 SZE | Össz. |
| -------------------------- | ------ | ---- | ---- | ---- | ----- | ---- | --- | ----- | --- | --- | --- | ----- | ----- |
| Ünnepségek                 |        | ●    |      |      |       |      |     |       |     |     |     | ●     |       |
| Alpesisí                   |        | ●    | 2    | ●    | 2     |      | 1   | 1     | 1   | 1   | 1   |       | 9     |
| Biatlon                    |        |      | ●    | 2    | ●     | 2    | 2   | ●     | 1   | ●   | 2   |       | 9     |
| Curling                    |        |      | ●    | ●    | ●     | ●    | ●   | ●     | ●   | ●   | 2   |       | 2     |
| Északi összetett           |        | ●    | ●    |      | 1     | ●    | 1   | ●     | 1   |     |     |       | 3     |
| Gyorskorcsolya             |        |      |      | 2    | 2     | 2    | 2   | 2     | 2   | 2   |     |       | 14    |
| Hódeszka                   |        |      | 2    | 2    | ●     | 2    |     |       | 2   |     | 2   |       | 10    |
| Jégkorong                  | ●      | ●    | ●    | ●    | ●     | ●    | ●   | ●     | ●   | 1   | ●   | 1     | 2     |
| Műkorcsolya                |        |      |      |      | ●     | 1    | ●   | 2     | G   |     |     |       | 3     |
| Rövidpályás gyorskorcsolya |        |      |      |      |       |      |     |       | 2   | 2   | 4   |       | 8     |
| Síakrobatika               |        |      | 2    | 1    |       | 2    | 2   |       |     | ●   | 2   |       | 9     |
| Sífutás                    |        |      | 2    | 2    |       | 2    |     | 1     |     | 2   | 1   | 1     | 11    |
| Síugrás                    |        |      | ●    | ●    | 2     |      | ●   | 1     | 2   |     |     |       | 5     |
| Döntők                     |        |      | 8    | 9    | 7     | 11   | 8   | 7     | 11  | 8   | 14  | 2     | 85    |
| Összesítés                 |        |      | 8    | 17   | 24    | 35   | 43  | 50    | 61  | 69  | 83  | 85    |       |
| Január/Február             | 28 SZO | 29 V | 30 H | 31 K | 1 SZE | 2 CS | 3 P | 4 SZO | 5 V | 6 H | 7 K | 8 SZE | Össz. |

## Éremtáblázat
| #        | nemzet                   | arany | ezüst | bronz | összesen |
| 1        | Oroszország (RUS)        | 29    | 27    | 15    | 71       |
| 2        | Kazahsztán (KAZ)         | 11    | 8     | 17    | 36       |
| 3        | Dél-Korea (KOR)          | 11    | 5     | 5     | 21       |
| 4        | Japán (JPN)              | 6     | 12    | 10    | 28       |
| 5        | Lengyelország (POL)      | 5     | 2     | 5     | 12       |
| 6        | Kína (CHN)               | 4     | 4     | 2     | 10       |
| 7        | Franciaország (FRA)      | 4     | 2     | 2     | 8        |
| 8        | Olaszország (ITA)        | 4     | 0     | 0     | 4        |
| 9        | Fehéroroszország (BLR)   | 3     | 2     | 1     | 6        |
| 10       | Ukrajna (UKR)            | 2     | 3     | 4     | 9        |
| 11       | Csehország (CZE)         | 2     | 2     | 5     | 9        |
| 12       | Ausztria (AUT)           | 1     | 2     | 5     | 8        |
| 13       | Kanada (CAN)             | 1     | 1     | 1     | 3        |
| 14       | Egyesült Királyság (GBR) | 1     | 0     | 0     | 1        |
| 14       | Lettország (LAT)         | 1     | 0     | 0     | 1        |
| 16       | Hollandia (NED)          | 0     | 3     | 1     | 4        |
| 17       | Svájc (SUI)              | 0     | 2     | 3     | 5        |
| 18       | Németország (GER)        | 0     | 2     | 1     | 2        |
| 19       | Ausztrália (AUS)         | 0     | 2     | 0     | 2        |
| 19       | Finnország (FIN)         | 0     | 2     | 0     | 2        |
| 19       | Szlovénia (SLO)          | 0     | 2     | 0     | 2        |
| 22       | Svédország (SWE)         | 0     | 1     | 3     | 3        |
| 23       | USA (USA)                | 0     | 1     | 1     | 2        |
| 24       | Szlovákia (SVK)          | 0     | 0     | 2     | 2        |
| 25       | Örményország (ARM)       | 0     | 0     | 1     | 1        |
| 25       | Norvégia (NOR)           | 0     | 0     | 1     | 1        |
| összesen | összesen                 | 85    | 85    | 85    | 255      |